# 群馬県道294号国定藪塚線
群馬県道294号国定藪塚線（ぐんまけんどう294ごう くにさだやぶつかせん）は、群馬県伊勢崎市国定町から太田市藪塚町に至る県道である。現在の路線名となる以前の旧・路線名は「西国定藪塚線」。

## 起点・終点
- 起点：群馬県伊勢崎市国定町（群馬県道102号三夜沢国定停車場線・群馬県道293号香林羽黒線交点〈国定町2丁目交差点〉）
- 終点：群馬県太田市藪塚町（群馬県道69号大間々世良田線〈藪塚北交差点〉）

## 地理

### 通過する自治体
- 群馬県
  - 伊勢崎市
  - 太田市

### 交差する道路
- 群馬県道102号三夜沢国定停車場線、群馬県道293号香林羽黒線（国定町2丁目交差点）
- 群馬県道291号境木島大間々線（国定町1丁目交差点）
- 群馬県道68号桐生伊勢崎線（太田市大原町 - 伊勢崎市国定町、重複区間）
- 群馬県道315号大原境三ツ木線（大原中西交差点）
- 群馬県道69号大間々世良田線（大原仲交差点）
- 群馬県道78号太田大間々線（藪塚北交差点）